# Black Point-Green Point
Black Point-Green Point és una població dels Estats Units a l'estat de Califòrnia. Segons el cens del 2000 tenia 1.143 habitants.

## Demografia
Segons el cens del 2000, Black Point-Green Point tenia 1.143 habitants, 479 habitatges, i 331 famílies. La densitat de població era de 239,8 habitants per km².
Dels 479 habitatges en un 22,3% hi vivien nens de menys de 18 anys, en un 60,1% hi vivien parelles casades, en un 7,1% dones solteres, i en un 30,7% no eren unitats familiars. En el 21,5% dels habitatges hi vivien persones soles el 5,8% de les quals corresponia a persones de 65 anys o més que vivien soles. El nombre mitjà de persones vivint en cada habitatge era de 2,39 i el nombre mitjà de persones que vivien en cada família era de 2,77.
Per edats la població es repartia de la següent manera: un 18,2% tenia menys de 18 anys, un 3,4% entre 18 i 24, un 22,6% entre 25 i 44, un 41,6% de 45 a 60 i un 14,2% 65 anys o més.
L'edat mitjana era de 47 anys. Per cada 100 dones de 18 o més anys hi havia 94,4 homes.
La renda mitjana per habitatge era de 92.729 $ i la renda mitjana per família de 104.531 $. Els homes tenien una renda mitjana de 76.782 $ mentre que les dones 50.769 $. La renda per capita de la població era de 52.372 $. Entorn de l'1,9% de les famílies i el 2,9% de la població estaven per davall del llindar de pobresa.

## Poblacions més properes
El següent diagrama mostra les poblacions més properes.